# سطح متساوي الجهد

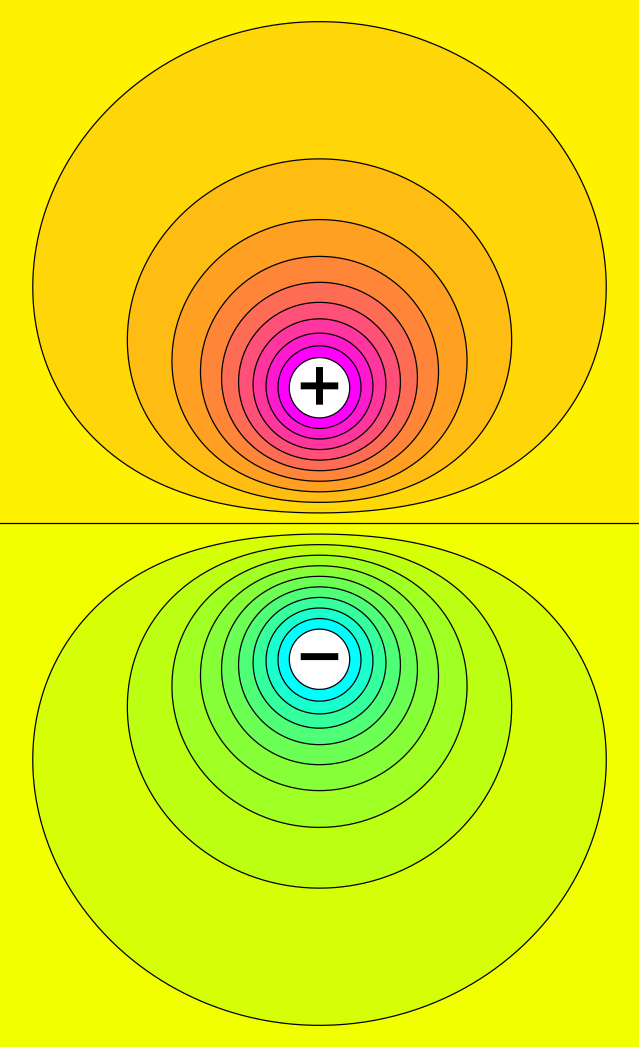
المعدات الكهربائية الإلكترونية (الخطوط السوداء) بين مجالين مشحونين بالكهرباء

يشير سطح متساوي الجهد أو سطح متساوي الكمون في الرياضيات والفيزياء إلى منطقة في الفضاء حيث تكون كل نقطة فيها بنفس الجهد. يشير هذا عادة إلى جهد عددي، على الرغم من أنه يمكن تطبيقه أيضًا على جهد المتجهات.
عادة ما تكون أبعاد دالة متساوية الجهد لدالة جهد عددي في الفضاء البعدي n هي (n − 1). يوضح مؤثر دل العلاقة بين حقل المتجه والمجال الجهد العددي المرتبط به. قد يشار إلى المنطقة المتساوية الجهد بأنها ببساطة «متساوية».
غالبًا ما تكون منطقة متساوية لجهد عددي في الفضاء ثلاثي الأبعاد سطحًا متساويًا، ولكنها يمكن أن تكون أيضًا منطقة ثلاثية الأبعاد في الفضاء. إن التدرج للجهد العددي (ومن ثم أيضًا نقيضه، كما هو الحال في مجال المتجه مع مجال الجهد المرتبط به) هو في كل مكان متعامد مع السطح المتساوي، وصفر داخل منطقة متساوية الجهد ثلاثية الأبعاد.
تقدم الموصلات الكهربائية مثالًا بديهيًا. إذا كانت a و b نقطتين داخل أو على سطح موصل معين، ونظراً لعدم وجود تدفق للشحنة يتم تبادله بين النقطتين، فإن فرق الجهد هو صفر بين النقطتين. وبالتالي، فإن المتساوي قد يحتوي على كل من النقطتين a و b لأن لديهم نفس الجهد. توسيع هذا التعريف، متساوي الجهد هو موضع جميع النقاط التي لها نفس الجهد.
الجاذبية متعامدة على الأسطح المتساوية لجهد الجاذبية، وفي الكهرباء الساكنة وفي حالة التيارات الثابتة، يكون المجال الكهربائي (وبالتالي التيار الكهربائي، إن وجد) متعامدًا على الأسطح المتساوية الجهد الكهربائي.
في الجاذبية، تحتوي الكرة المجوفة على منطقة متساوية الجهد ثلاثية الأبعاد في الداخل، بدون جاذبية (انظر نظرية القشرة). في الكهرباء الساكنة، الموصل هو منطقة متساوية الجهد ثلاثية الأبعاد. في حالة الموصل المجوف (قفص فاراداي )، تتضمن المنطقة المتساوية الجهد الفراغ بالداخل.
لن يتم تسريع الكرة يسارًا أو يمينًا بقوة الجاذبية إذا كانت تستقر على سطح أفقي مسطح، لأنها سطح متساوٍ الجهد.

## روابط خارجية
- بريمج المجال الكهربائي